# ウィルキンソン (駆逐艦)
|          | |
| 艦歴     | |
| 発注     | |
| 起工     | 1950年2月1日 |
| 進水     | 1952年4月23日 |
| 就役     | 1954年7月29日 |
| 退役     | 1969年12月19日 |
| その後   | 1975年6月13日にスクラップとして売却                                                                                                 |
| 除籍     | 1974年5月1日 |
| 性能諸元 | |
| 排水量   | 基準：4,271トン、満載：5,281トン |
| 全長     | 493ft (150 m) |
| 全幅     | 49' 9-1/4" (15.2 m) |
| 吃水     | 20' 11-3/8" (6.4 m) |
| 機関     | フォスター・ホイーラー缶4基 GE式蒸気タービン2基 2軸推進、80,000shp                                                                  |
| 最大速力 | 34ノット (63 km/h) |
| 航続距離 | 4,000カイリ（20ノット時） |
| 乗員     | 士官、兵員337名 |
| 兵装     | 54口径127mm単装砲 2基 50口径76mm連装砲 2基 20mm連装機関砲 4基 533mm連装魚雷発射管 2基 Mk.108対潜ロケット発射機 2基 爆雷投下軌条 1条 |

ウィルキンソン (USS Wilkinson, DD-930/DL-5) は、アメリカ海軍の駆逐艦。ミッチャー級駆逐艦の4番艦。艦名はセオドア・S・ウィルキンソン海軍中将に因む。

## 艦歴
ウィルキンソンはマサチューセッツ州クインシーのベスレヘム・スチール、フォアリバー造船所で1950年2月1日に起工する。1951年2月9日に DL-5 （嚮導駆逐艦）に艦種変更され、1952年4月23日にキャサリン・ムーア（ウィルキンソン中将の元夫人）によって進水、1954年8月3日に就役した。
グアンタナモ湾での整調訓練および整調後信頼性試験の後、ウィルキンソンは母港のロードアイランド州ニューポートを1955年2月21日に出航した。艦には大西洋艦隊駆逐艦隊司令艦であるアーレイ・バーク少将とそのスタッフが座乗し、視察巡航でプエルトリコのサンフアン、ヴァージン諸島のセント・トーマス島、キューバのグアンタナモ湾、ハバナ、フロリダ州キーウェストを訪問した。任務から帰還するとウィルキンソンは大西洋艦隊対潜水艦部隊第2駆逐小艦隊の旗艦となる。その後3ヶ月間を対潜水艦戦演習に従事した。
7月11日、ウィルキンソンは70名の士官候補生を乗せ訓練巡航のため東海岸を出航した。この巡航でスコットランドのエジンバラ、デンマークのコペンハーゲン、グアンタナモ湾を訪問し、9月2日に帰国した。
1955年10月24日、第6駆逐小艦隊司令を乗せウィルキンソンは母港を出航、メキシコ湾での防空演習に向かった。この巡航でニューオーリンズとハバナを訪問し、11月18日にニューポートに帰還した。12月2日にボストン海軍造船所に入渠し、5ヶ月間のオーバーホールが行われる。新型の70口径3インチ対空砲が装備され、海上公試を終えるとグアンタナモ湾で訓練を行う。その後ハイチのポルトープランス、サウスカロライナ州チャールストン、バージニア州ノーフォークを訪問し、6月に大規模対潜水艦戦演習に参加した。1956年会計年度の功績でウィルキンソンは戦闘効率賞を受賞した。
1956年7月、ウィルキンソンはニューポートを出航し太平洋艦隊との任務のため新たな母港のカリフォルニア州サンディエゴに向かった。途中ハバナ、パナマ運河地帯のバルボア、コロンビアのブエナ・ヴェンチュラを訪問し、その後第17駆逐戦隊旗艦となる。
1956年8月から1957年3月までウィルキンソンはサンディエゴ沖で、対潜水艦戦訓練および防空、揚陸演習に従事した。この期間のハイライトとしては、1956年9月14日にウィルキンソンが70隻からなる艦隊を率いてロングビーチ沖での観艦式に参加したことであった。この観艦式は西海岸において22年の中で最大の物であった。
1957年3月から4月にかけてウィルキンソンはベーリング海およびアリューシャン列島で活動し、アラスカ州コディアック、ダッチハーバーを訪問した。活動海域からサンディエゴに戻る途中、ブリティッシュコロンビア州エスクワイモルト、ワシントン州シアトル、サンフランシスコを訪問している。5月に太平洋艦隊巡洋艦駆逐艦部隊司令のチェスター・ウッド少将が座乗し防空、対潜水艦戦演習を行った。6月にはオレゴン州ポートランドを訪問し、毎年恒例のローズ・フェスティバルに参加した。
1957年7月に母港はサンディエゴからロングビーチに変更された。1958年2月にロングビーチ海軍工廠に入渠し、主機の大規模な改修が行われた。作業は9月に完了し、その年の残りはサンディエゴ沖での訓練および沿岸での作戦活動に費やされた。
1959年1月、ウィルキンソンは最初の西大西洋配備に就く。ハワイの真珠湾、フィリピンのスービック湾、沖縄の中城湾、台湾の高雄および日本の横須賀、呉を訪問し3月に第19駆逐戦隊司令を乗せてロングビーチに帰還した。
1959年4月から10月まで、沿岸での活動に従事した後ウィルキンソンはカリフォルニア州沿岸での様々な演習に参加し、観艦式にも参加した。10月にロングビーチを出港、2回目の西太平洋配備に就く。第7艦隊と共にウィルキンソンは台湾海峡の偵察を行い、対潜水艦戦演習および様々な高速空母任務部隊との作戦活動に従事した。
全てのスケジュールが取り消され、ウィルキンソンは不活性化のため9月3日にボストン海軍造船所の南別館に向かった。22日にフィラデルフィアの海軍不活性艦艇施設に移動し、1969年12月19日に退役、予備役に置かれた。
ウィルキンソンは1974年5月1日に除籍され、1975年6月13日にペンシルベニア州フィラデルフィアのルリア・ブラザース社にスクラップとして売却された。